# 德里日納格列布利亞

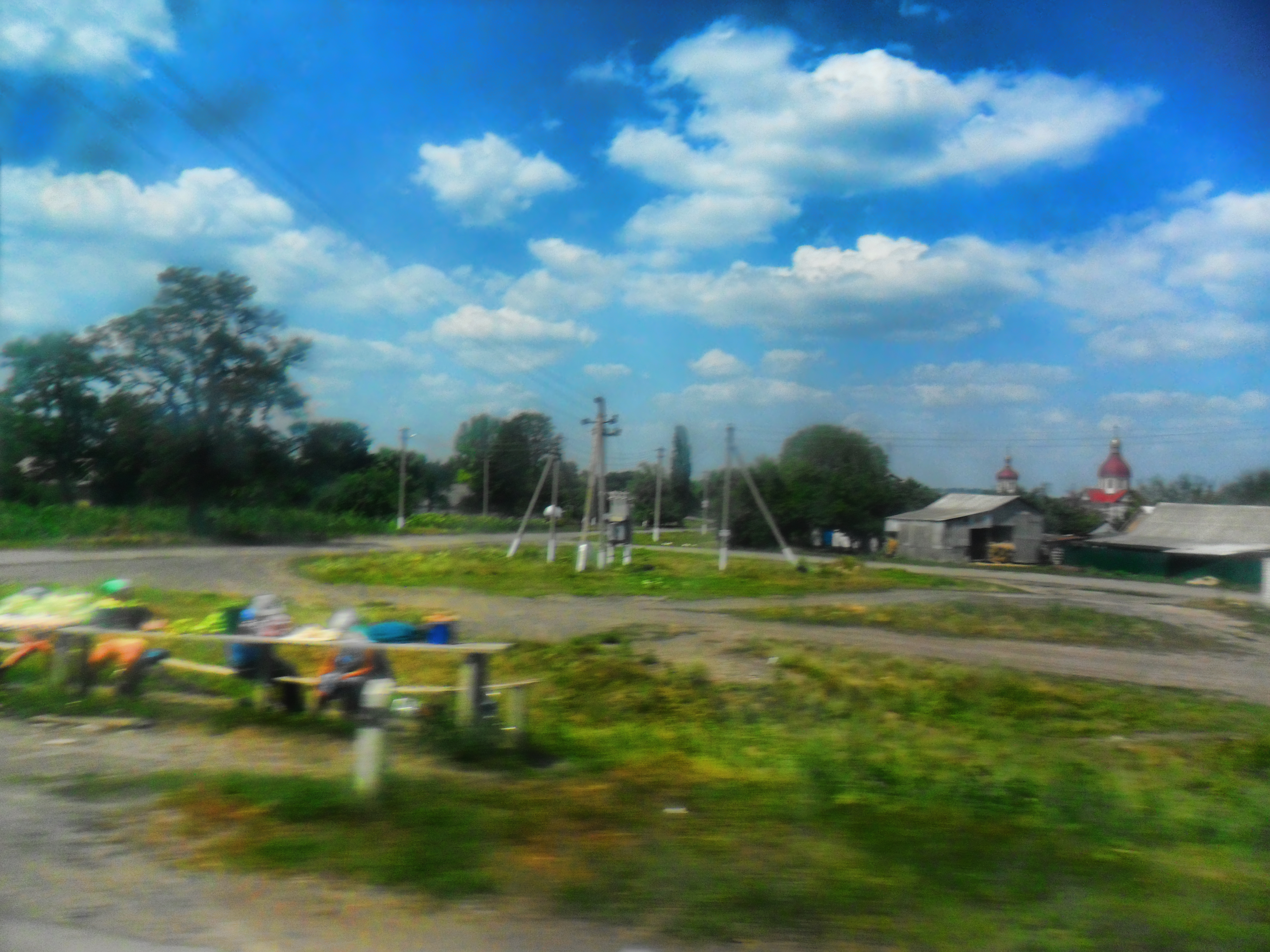

德里日納格列布利亞（烏克蘭語：Дрижина Гребля）是位於烏克蘭中部波爾塔瓦州裏克雷門丘克區的村莊，處於大科別利亞喬克河和沃夫恰河畔，海拔高度83米。
49°17′38″N 34°9′23″E / 49.29389°N 34.15639°E